# Jef Vermeiren
Jef Vermeiren (20 december 2000) is een Belgische atleet, die gespecialiseerd is in het hoogspringen. 

## Biografie
Vermeiren veroverde in 2024 zowel de Belgische indoor- als 
outdoortitel bij het hoogspringen
Hij is aangesloten bij Atletiekclub Herenthout, een deel van Atletiekclub Herentals.

## Belgische kampioenschappen
Outdoor
| Onderdeel    | Jaar |
| ------------ | ---- |
| hoogspringen | 2024 |

Indoor
| Onderdeel    | Jaar |
| ------------ | ---- |
| hoogspringen | 2024 |

## Persoonlijke records
Outdoor
| Onderdeel    | Prestatie | Datum       | Plaats   |
| ------------ | --------- | ----------- | -------- |
| hoogspringen | 2,26 m    | 24 mei 2025 | Weinheim |

Indoor
| Onderdeel    | Prestatie | Datum            | Plaats   |
| ------------ | --------- | ---------------- | -------- |
| hoogspringen | 2,27 m    | 28 december 2022 | Oostende |

## Palmares
hoogspringen
- 2019:  BK AC – 2,11 m
- 2020:  BK AC – 2,09 m
- 2022:  BK AC – 2,13 m
- 2023:  BK indoor AC – 2,10 m
- 2024:  BK indoor AC – 2,10 m
- 2024:  BK AC – 2,19 m
- 2025:  BK indoor AC – 2,05 m
- 2025: 4e Golden Spike Ostrava - 2,20 m
- 2025:  EK voor landenteams (2e div.) in Maribor - 2,19 m